# Raúl Fernández (koszykarz)
Raúl „El Foch” Fernández Robert (ur. 17 września 1905 w Meksyku, zm. 4 września 1982 tamże) – meksykański koszykarz, brązowy medalista letnich igrzysk olimpijskich w Berlinie. Zagrał we wszystkich spotkaniach.